# Імпульс сили
Імпульс сили — векторна фізична величина, яка дорівнює добутку сили на час її дії.
{\displaystyle \mathbf {I} =\mathbf {F} \Delta t},
де {\displaystyle \mathbf {I} } — імпульс сили.
Приріст імпульсу тіла під дією сили {\displaystyle \mathbf {F} }, що діє впродовж часу {\displaystyle \Delta t} дорівнює імпульсу сили.
{\displaystyle \Delta \mathbf {p} =\mathbf {F} \Delta t}.

## Закон збереження
Поняття імпульсу сили дозволяє сформулювати узагальнений закон збереження імпульсу для довільних систем: 
{\displaystyle \mathbf {p} _{1}+\mathbf {I} =\mathbf {p} _{2}}
де {\displaystyle \mathbf {p} _{1,2}} — початковий та кінцевий імпульс ізольованої системи, що взаємодіє з іншими системами лише за допомогою сил. Фактично, у цьому формулюванні закон збереження імпульсу еквівалентний другому закону Ньютона і є його інтегралом за часом, оскільки 
{\displaystyle {\frac {d\mathbf {p} }{dt}}=\sum _{i}\mathbf {F} _{i}}